# Masters (snooker)
De Masters is een professioneel snookertoernooi in Wembley, een wijk van Londen. Het toernooi telt niet mee voor de ranking, de wereldranglijst, maar is toch een van de meest prestigieuze toernooien van het seizoen. Er wordt meer prijzengeld uitgedeeld dan in alle andere toernooien, afgezien van het wereldkampioenschap. Het werd voor het eerst gehouden in 1975. Tien spelers werden uitgenodigd, de winnaar was John Spencer. Tegenwoordig wordt de top zestien van de wereldranglijst uitgenodigd voor het toernooi.
De verslaggeving wordt verzorgd door de BBC en Eurosport. Tot 2003 heette het toernooi Benson & Hedges Masters, in 2004 kortweg Masters, en in 2005 Rileys Club Masters. Sinds 2006 was het Saga Insurance Masters. Van 2009-2013 had het toernooi steeds een andere hoofdsponsor (respectievelijk geen sponsor (2009), PokerStars.com, Ladbrokes Mobile, BGC en Betfair). In 2014 werd Dafabet de nieuwe hoofdsponsor.
Vanwege Covid-19 moest de editie van 2021 achter gesloten deuren worden gehouden, niet in Londen maar in Milton Keynes.

## Erelijst
| Jaar | Locatie                   | Winnaar           | Verliezend finalist | Score  |
| ---- | ------------------------- | ----------------- | ------------------- | ------ |
| 1975 | West Centre Hotel         | John Spencer      | Ray Reardon         | 9 – 8  |
| 1976 | New London Theatre        | Ray Reardon       | Graham Miles        | 7 – 3  |
| 1977 | New London Theatre        | Doug Mountjoy     | Ray Reardon         | 7 – 6  |
| 1978 | New London Theatre        | Alex Higgins      | Cliff Thorburn      | 7 – 5  |
| 1979 | Wembley Conference Centre | Perrie Mans       | Alex Higgins        | 8 – 4  |
| 1980 | Wembley Conference Centre | Terry Griffiths   | Alex Higgins        | 9 – 5  |
| 1981 | Wembley Conference Centre | Alex Higgins      | Terry Griffiths     | 9 – 6  |
| 1982 | Wembley Conference Centre | Steve Davis       | Terry Griffiths     | 9 – 5  |
| 1983 | Wembley Conference Centre | Cliff Thorburn    | Ray Reardon         | 9 – 7  |
| 1984 | Wembley Conference Centre | Jimmy White       | Terry Griffiths     | 9 – 5  |
| 1985 | Wembley Conference Centre | Cliff Thorburn    | Doug Mountjoy       | 9 – 6  |
| 1986 | Wembley Conference Centre | Cliff Thorburn    | Jimmy White         | 9 – 5  |
| 1987 | Wembley Conference Centre | Dennis Taylor     | Alex Higgins        | 9 – 8  |
| 1988 | Wembley Conference Centre | Steve Davis       | Mike Hallett        | 9 – 0  |
| 1989 | Wembley Conference Centre | Stephen Hendry    | John Parrott        | 9 – 6  |
| 1990 | Wembley Conference Centre | Stephen Hendry    | John Parrott        | 9 – 4  |
| 1991 | Wembley Conference Centre | Stephen Hendry    | Mike Hallett        | 9 – 8  |
| 1992 | Wembley Conference Centre | Stephen Hendry    | John Parrott        | 9 – 4  |
| 1993 | Wembley Conference Centre | Stephen Hendry    | James Wattana       | 9 – 5  |
| 1994 | Wembley Conference Centre | Alan McManus      | Stephen Hendry      | 9 – 8  |
| 1995 | Wembley Conference Centre | Ronnie O'Sullivan | John Higgins        | 9 – 3  |
| 1996 | Wembley Conference Centre | Stephen Hendry    | Ronnie O'Sullivan   | 10 – 5 |
| 1997 | Wembley Conference Centre | Steve Davis       | Ronnie O'Sullivan   | 10 – 8 |
| 1998 | Wembley Conference Centre | Mark Williams     | Stephen Hendry      | 10 – 9 |
| 1999 | Wembley Conference Centre | John Higgins      | Ken Doherty         | 10 – 8 |
| 2000 | Wembley Conference Centre | Matthew Stevens   | Ken Doherty         | 10 – 8 |
| 2001 | Wembley Conference Centre | Paul Hunter       | Fergal O'Brien      | 10 – 9 |
| 2002 | Wembley Conference Centre | Paul Hunter       | Mark Williams       | 10 – 9 |
| 2003 | Wembley Conference Centre | Mark Williams     | Stephen Hendry      | 10 – 4 |
| 2004 | Wembley Conference Centre | Paul Hunter       | Ronnie O'Sullivan   | 10 – 9 |
| 2005 | Wembley Conference Centre | Ronnie O'Sullivan | John Higgins        | 10 – 3 |
| 2006 | Wembley Conference Centre | John Higgins      | Ronnie O'Sullivan   | 10 – 9 |
| 2007 | Wembley Arena             | Ronnie O'Sullivan | Ding Junhui         | 10 – 3 |
| 2008 | Wembley Arena             | Mark Selby        | Stephen Lee         | 10 – 3 |
| 2009 | Wembley Arena             | Ronnie O'Sullivan | Mark Selby          | 10 – 8 |
| 2010 | Wembley Arena             | Mark Selby        | Ronnie O'Sullivan   | 10 – 9 |
| 2011 | Wembley Arena             | Ding Junhui       | Marco Fu            | 10 – 4 |
| 2012 | Alexandra Palace          | Neil Robertson    | Shaun Murphy        | 10 – 6 |
| 2013 | Alexandra Palace          | Mark Selby        | Neil Robertson      | 10 – 6 |
| 2014 | Alexandra Palace          | Ronnie O'Sullivan | Mark Selby          | 10 – 4 |
| 2015 | Alexandra Palace          | Shaun Murphy      | Neil Robertson      | 10 – 2 |
| 2016 | Alexandra Palace          | Ronnie O'Sullivan | Barry Hawkins       | 10 – 1 |
| 2017 | Alexandra Palace          | Ronnie O'Sullivan | Joe Perry           | 10 – 7 |
| 2018 | Alexandra Palace          | Mark Allen        | Kyren Wilson        | 10 – 7 |
| 2019 | Alexandra Palace          | Judd Trump        | Ronnie O'Sullivan   | 10 – 4 |
| 2020 | Alexandra Palace          | Stuart Bingham    | Ali Carter          | 10 – 8 |
| 2021 | Milton Keynes             | Yan Bingtao       | John Higgins        | 10 – 8 |
| 2022 | Alexandra Palace          | Neil Robertson    | Barry Hawkins       | 10 – 4 |
| 2023 | Alexandra Palace          | Judd Trump        | Mark Williams       | 10 – 8 |
| 2024 | Alexandra Palace          | Ronnie O'Sullivan | Ali Carter          | 10 – 7 |
| 2025 | Alexandra Palace          | Shaun Murphy      | Kyren Wilson        | 10 – 7 |

## Trivia
- Als er een century gemaakt wordt, gaat £ 100 naar een goed doel zoals het Royal Manchester Children's Hospital, dat in 2009 geopend werd.
- Toen Stephen Hendry in 1989 zijn eerste van zes Masters won, was hij pas net twintig jaar.